# Jules Bilmeyer

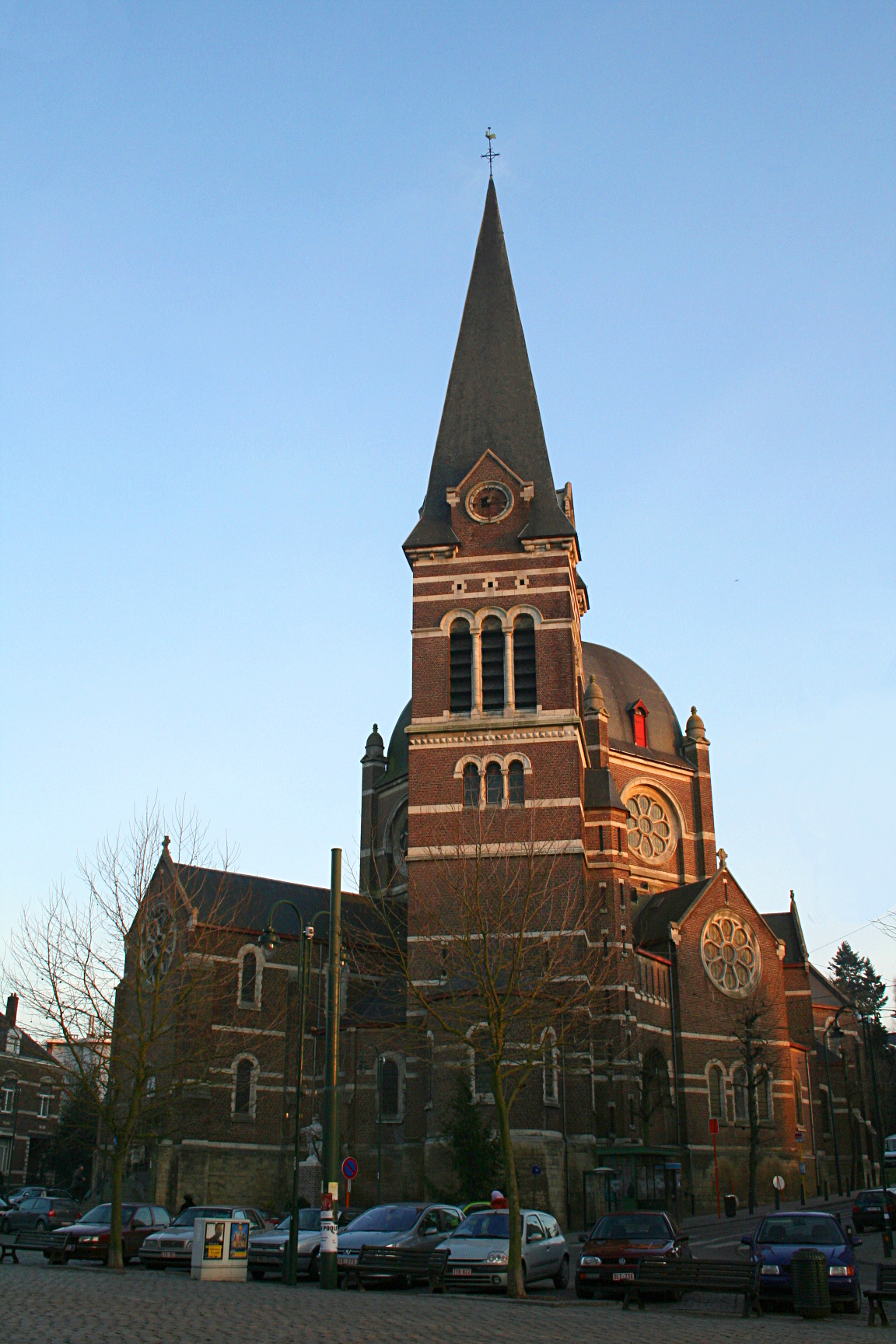
Église Saint Job à Uccle.

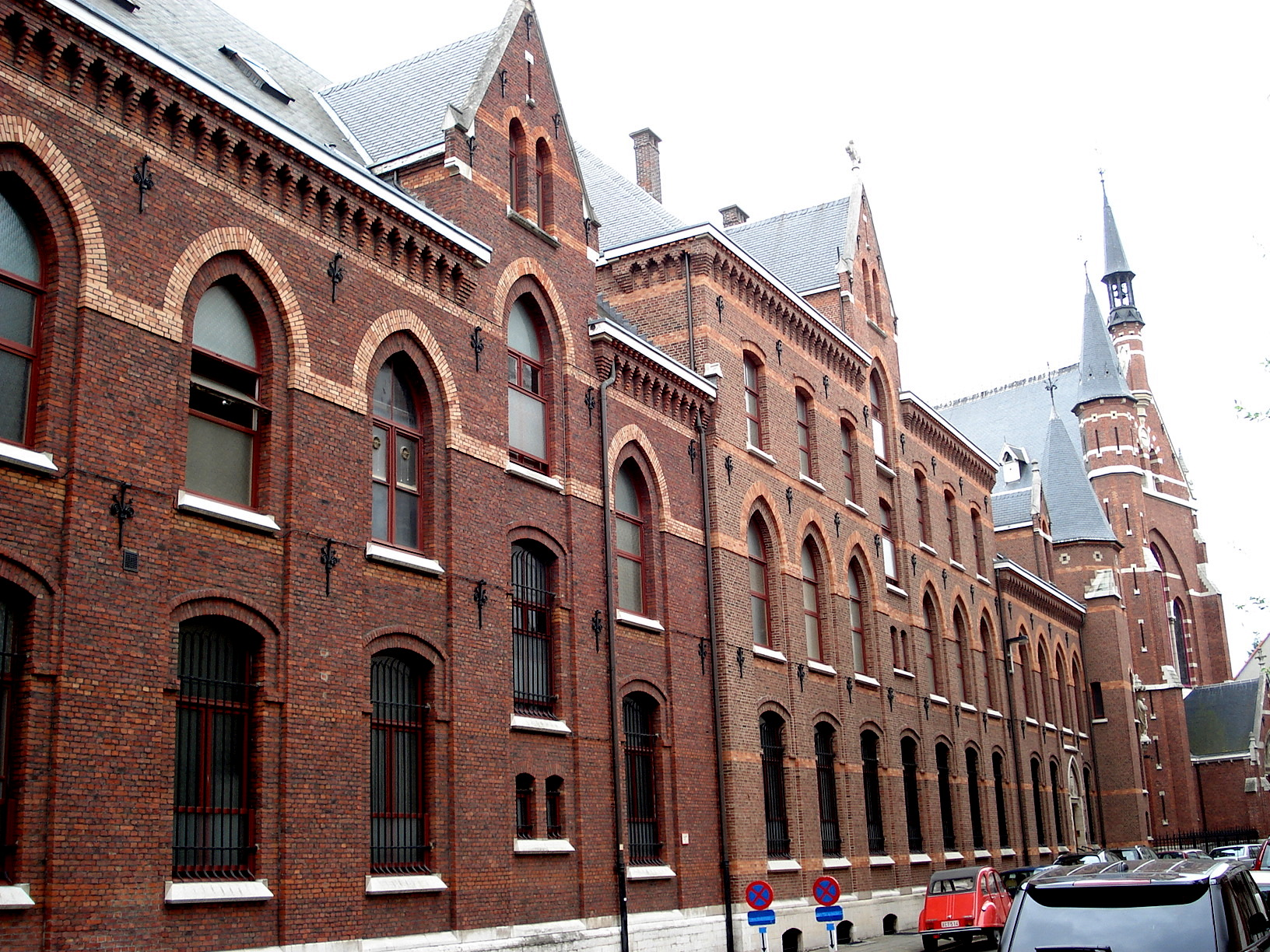
Basilique du Sacré-Cœur (avec couvent) à Berchem-Anvers.

Jules Bilmeyer (Julius Petrus Bilmeyer) est un architecte belge né à Berchem (Anvers) le 4 novembre 1850 et décédé dans la même ville le 13 juin 1920.

## Biographie
De 1865 à 1870 il suivit les cours d'architecture à l'Académie d'Anvers tout en travaillant à l'atelier des frères Louis et François Baeckelmans.En 1901, Jules Bilmeyer devient professeur d'architecture à l'Académie Royale des Beaux Arts d'Anvers, succédant ainsi à l'architecte Joseph Van Riel.
Au début de 1895, Jules Bilmeyer était devenu membre correspondant de la Commission royale des Monuments et des Sites pour en devenir membre effectif en 1918.

### Famille
Il appartenait à une famille déjà active dans les métiers du bâtiment, son père Joannes Franciscus Gregorius Bilmeyer (Anvers, 21 octobre 1822 - Anvers, 26 avril 1897)étant plafonneur et son arrière-grand-père vitrier. De son mariage avec Alida Du Jardin (fille du peintre Edward Du Jardin), il eut cinq enfants.
Parmi ces cinq, deux sont devenus prêtres. Julien Bilmeyer s.j. (Anvers, 15 août 1881 - Sitagarah, Inde 22 mai 1953), était un prêtre jésuite actif en Inde. Willy Bilmeyer (Anvers, 28 mars 1886 - Herselt, 7 mai 1976) était prêtre à Watermael-Boitsfort et également un photographe amateur passionné. Deux filles entrent au couvent, Mathilde chez les Filles du Sacré-Cœur de Jésus et Maria chez les Sœurs Franciscaines. Un fils, Edouard Bilmeyer (Anvers, 19 septembre 1883 - Anvers, 17 avril 1948), devient architecte et succède à son père. Edouard fut remplacé par Jan (qui suivit la formation mais mourut dans un accident en bas âge) et Julien Bilmeyer, qui exerça à son tour la profession d'architecte. La quatrième génération est représentée par l'architecte Filip Jacobs (architecte @www.staut.net), arrière-petit-fils de Jules et petit-fils d'Edouard.
Julius Petrus Bilmeyer vivait à Anvers (Berchem) dans une maison conçue par lui, au numéro 37 Kardinaal Mercierlei. Il a été enterré au cimetière de cette municipalité, dans la parcelle N-23. Dans le quartier Groenenhoek de Berchem, la rue Jules Bilmeyer porte son nom.

## Réalisations
En collaboration avec Van Riel, il construisit le couvent et la basilique du Sacré-Cœur à l'avenue de Mérode à Berchem, de même que l'hôpital du Stuyvenberg à Anvers, l'hôpital 'Calvariënberg' à Maastricht et de nombreuses églises et couvents, dont :
- L'église Saint-Antoine à Anvers
- L'église Saint-Job à Uccle.
- L'église du couvent des franciscaines à Anvers
- L'église Saint-Antoine de Padoue à Essen
- L'église de Wuustwezel
- L'église Saint-Lucia à Oosterlo (Geel)
- L'église du collège Notre-Dame des jésuites à Anvers

Bilmeyer en Van Riel ont réalisé plusieurs habitations, dont :
- L'ensemble de maisons Carolus Magnus sur l'avenue Cogels-Osy à Berchem
- des habitations dans la rue Transvaal à Berchem
- 10 habitations, rue du Dauphin 46-64 dans le quartier Zurenborg à Berchem (dd. 1892)
- une maison rue Meir (nr. 79) nommé 'Aux Armes d'Espagne' (sculpture par J.F. Deckers).
- 2 habitations rue St. Hubertus 84-86 à Berchem
- maison du peintre Frans Snyders dans la rue de l'Empereur 8 à Anvers

Autres projets de Jules Bilmeyer et Jozef Van Riel sont:
- l'entrée de la maison Rockox, rue de l'Empereur, commissionné par l'antiquaire Grüter
- pavillon St. Willebrordus rue de la Paix à Berchem

En tant qu'architecte de la cathédrale d'Anvers, c'est sous sa direction que l'on fit réaliser les stalles néogothiques, le chœur et le tympan et l'archivolte au-dessus de l'entrée principale côté Marché-au-Gant (Handschoenmarkt).
Il s'occupa également de la restauration de l'église d'Eppegem, qui fut par la suite ravagée par un incendie, mais qui fut reconstruite par son fils Edouard Bilmeyer.
Édouard et Jules Bilmeyer avaient vers 1918 conçu les plans d'une nouvelle maison communale sur la place Van Hombeeck, projet qui ne vit pas le jour.
La liste complète des œuvres à Anvers dont un permis de construire a été déposé est consultable sur www.felixarchief.be.
|  |  |  |  |